# غارتگر: قاتل قاتلان
غارتگر: قاتل قاتلان (انگلیسی: Predator: Killer of Killers) یک فیلم پویانمایی بزرگسالان
علمی تخیلی اکشن آمریکایی محصول ۲۰۲۵ از فرنچایز غارتگر است. این ششمین فیلم در این فرنچایز است. این فیلم توسط دن تراختنبرگ و میکو روبرت روتاره نوشته و کارگردانی شده است.
تا اکتبر ۲۰۲۴، تراختنبرگ، که قبلاً فیلم شکار (۲۰۲۲) را کارگردانی کرده بود، فیلمی مخفی در این مجموعه ساخته بود که قرار بود پیش از غارتگر: سرزمین‌های بد (۲۰۲۵) منتشر شود. در آوریل ۲۰۲۵، عنوان و تاریخ انتشار این فیلم فاش شد. پویانمایی این فیلم به وسیلهٔ استودیو The Third Floor بوده است.
غارتگر: قاتل قاتلان در ۶ ژوئن ۲۰۲۵ در ایالات متحده از طریق سرویس هولو و به‌صورت بین‌المللی در دیزنی پلاس منتشر شد. این فیلم نقدهای مثبتی از سوی منتقدان دریافت کرد.

## زمینهٔ داستان
داستان این فیلم سه تن از سرسخت‌ترین جنگجویان تاریخ بشر را دنبال می‌کند: یک مهاجم وایکینگ که پسر جوانش را در مأموریتی خونین برای انتقام هدایت می‌کند؛ یک نینجا در ژاپن فئودالی که علیه برادر سامورایی خود در نبردی وحشیانه برای جانشینی شورش می‌کند؛ و یک خلبان جنگ جهانی دوم که برای بررسی تهدیدی فرازمینی علیه نیروهای متفقین به آسمان می‌رود. اما در حالی که هر یک از این جنگجویان به‌تنهایی قاتلانی بی‌رحم هستند، همگی در برابر دشمن جدیدشان، یعنی قاتل قاتلان، فقط شکار محسوب می‌شوند.

## صداپیشه‌ها
- لیندسی لاوانشی
- لوئی اوزاوا چانگ چیان
- ریک گونزالس
- مایکل بین

## تولید
در اکتبر ۲۰۲۴، طی مصاحبه ای با هالیوود ریپورتر، استیو آسبل، مدیر استودیوهای قرن بیستم فاش کرد که دن تراختنبرگ فیلمی مخفی را از فرنچایز غارتگر نوشته، کارگردانی و فیلمبرداری کرده است که قبل از غارتگر: سرزمین‌های بد اکران خواهد شد.

## انتشار
غارتگر: قاتل قاتلان در ۶ ژوئن ۲۰۲۵ در ایالات متحده از طریق سرویس هولو و به‌صورت بین‌المللی در دیزنی پلاس منتشر شد.